# 美國健康保險覆蓋率

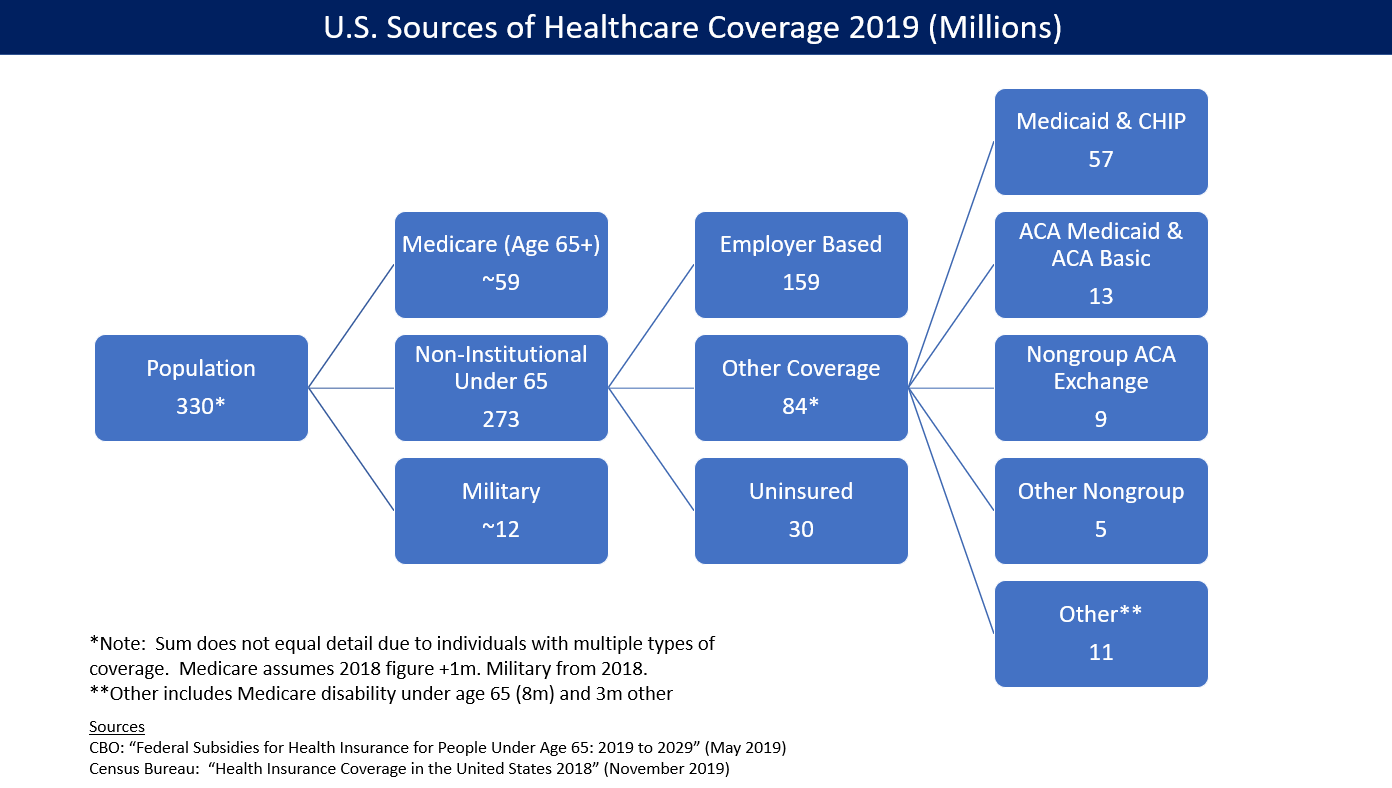
美國2019年醫療保險覆蓋估計。美國國會預算辦公室（CBO）估計PPACA透過聯邦醫療補助（Medicaid）擴張（Medicaid Expansion）以及醫療保險市集，讓2,200萬人獲得醫療保險的覆蓋。

美國健康保險覆蓋率（英語：Health insurance coverage in the United States）來自幾種公共和私人類型的提供者。2019年，美國人口總數約為3.3億，年紀在65歲及以上的有5,900萬人，由聯邦醫療保險（Medicare）計劃覆蓋。65歲以下的2.73億非機構人口（此處所稱的機構為軍隊、監獄、療養院或其他機構），或者經由雇主購買（1.59億），或不經由雇主購買（自僱人士，以及個人自行購買）（8,400萬），或就是沒保險覆蓋（3,000萬）。在2019年，非機構人口中有89％擁有醫療保險。另外大約有1,200萬軍事人員（被視為機構人口的一部分）經由退伍軍人醫療管理局和軍事衛生系統獲得醫療保險覆蓋。
美國常被认为乃世界第一經濟強國，但仍是世界上工業化國家中唯一沒有全民醫療衛生系統覆蓋的國家。

## 概述
美國的醫療保險來源有公共的，也有私人的。由於有些人同時擁有幾種來源，例如擁有雇主提供的計劃和Medicaid，對這些數據做分析具有挑戰性。
對於在2019年的2.73億，年齡在65歲以下的非機構人員：
- 有1.59億人擁有雇主提供的保險，8,400萬擁有其他保險，還有3,000萬沒有保險。[1]
- 在1.59億享有雇主提供的保險之中，許多屬於雇主自辦的自籌資金醫療保險計畫-在2017年，所佔的比率約為 60％。[6]
- 在8,400萬擁有其他保險者中，有5,700萬由兒童醫療保險計劃（英语：Children's Health Insurance Program）（CHIP）承保，1,200萬由 PPACA的Medicaid擴張計劃承保，900萬透過PPACA醫療保險交易所（請參考醫療保險市集）承保，500萬由在PPACA醫療保險交易所以外購買的私人保險承保，100萬由PPACA基本健康計劃（PPACA Basic Health Program）覆蓋。
- 透過PPACA醫療保險交易所承保的900萬中，有800萬獲得補助，而另外100萬則無補助。
- 在3,000萬無保險的人中，有2,400萬（80％）是合法居民，而600萬（20％）是非法移民（即無身份移民）。
- 2018年，無保險者中有41％是白人，西班牙裔佔37％，黑人佔14％。[7]
- 2018年，退伍軍人醫療管理局為大約1,200萬機構（軍事）人員提供醫療保險。[2]
- 無保險人口比率從2010年的高峰18.2％下降到2015年的10.5％，這主要是由於PPACA以及經濟狀況改善的緣故。
- 在歐巴馬健保（Obamacare）下參與Medicaid擴張的各州（截至2019年，包括華盛頓哥倫比亞特區在內，已達到37個）的無保險人口比率低於沒有參與擴張的各州。
- 沒能力負擔保險費用是無保險者所提到的主要原因（46％）。[8]
- 缺乏醫療保險會導致死亡率增加，根據不同的研究，每年因此的死亡人數在3萬到9萬之間。這數字是根據在2,700萬無保險者之中，每300到800人中會有1人因此死亡而計算出。[9][10]

美國疾病管制與預防中心（CDC）關於美國每年未投保的數目和百分比的資料，如下表（包括65歲以下的人）。
| 年                    | 無保險覆蓋人數(百萬) | 無保險覆蓋者所佔比率 |
| --------------------- | -------------------- | -------------------- |
| 2010                  | 48.2                 | 18.2%                |
| 2013(在PPACA施行之前) | 44.3                 | 16.6%                |
| 2016                  | 28.2                 | 10.4%                |
| 2017                  | 28.9                 | 10.7%                |
| 2018                  | 30.1                 | 11.1%                |
| 2019                  | 32.8                 | 12.1%                |

2010年的高無保險覆蓋者比率數字是近年的高峰，由經濟大衰退（由美國次級房屋信貸危機爆發後所引起，又稱為金融海嘯）所造成的結果。PPACA的大部分主要規定於2014年生效，因此2013年反映的是PPACA實施之前的水準。在2016年歐巴馬政府任期屆滿時創下歷史新低之後，無保險覆蓋人數和百分比在川普政府成立的頭兩年有所增加。《紐約時報》於2019年1月報導說，川普政府採取各種措施來削弱PPACA，對於保險覆蓋產生不利的影響。

## 無保險覆蓋人數估計

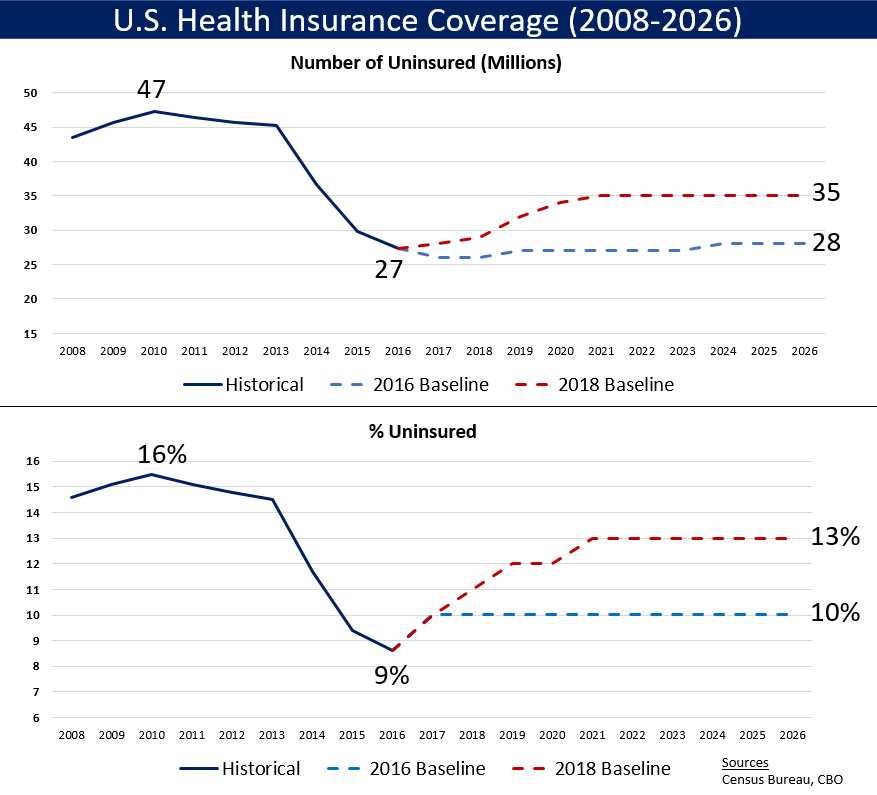
美國無保險人數和百分比，包含到2016年的歷史資料，以及國會預算辦公室做的兩個到2026年的預測（2016年歐巴馬政策，以及2018年川普政策）。川普總統政策會增加無保險覆蓋人數的原因：1.停止個人強制納保處罰條款的執行；2.停止保險成本補助條款。

無保險人數和百分比的估計由幾個公共和私人消息來源作報告。CBO的報告說實際的無保險人數，在2015年為2,830萬，2016年為2,750萬，2017年為 2,780萬，和在2018年為 2,890萬。CBO在2019年5月所做的10年預測反映出川普政府的政策，估計未投保的人數將從2019年的3,000萬增加到2026年的3,400萬，到2029年將達到 3,500萬。之前在2016年3月所做的10年預測，反映的是歐巴馬政府的政策，CBO預測到2019年無保險者人數是2,700萬，2026年為2,800萬。從2016年到2029年，無保險人數增加650萬（24％）的主要原因是PPACA 要求的個人強制納保規定，被川普政府的2017年減稅與就業法案取消，人們因為不購買保險而不會受到處罰（PPACA 的個人強制納保（individual mandate）要求投保，否則會有處罰），或者由於較高的保險費用，因此放棄投保。
蓋洛普於2014年7月估計，截至2014年第二季度，成年人（18歲及以上的人）的無保險率是13.4％，低於2013年第三季度根據《PPACA》的醫療保險交易所剛建立時的18.0％。當期幾乎所有人口群體的無保險人口比率都有所下降。
聯邦基金會報告說，19歲到64歲成年人的無保險比率從2013年第三季度的20％下降到2014年第二季度的 15％，表示大約有醫療保險的成年人增加950萬人。
美國普查局每年都提出無保險者的統計數據報告。2018年的醫療保險摘要指出：
- 2018年整年期中，任何時間無醫療保險的人佔總人數的8.5％，有2,750萬人。無保險比率和無保險人數比2017年的7.9％，和2,560萬都有增加。
- 2018年中，全年或者部分時間擁有醫療保險的人在總人數的佔比為91.5％，低於2017年的92.1％。在2017年至2018年期間，擁有公共醫療保險的人的佔比下降0.4%，擁有私人保險的人的佔比沒有變化。
- 2018年，擁有私人醫療保險人仍高於擁有公共醫療保險的人，在有保險人口中比率分別為67.3％和34.4％。在醫療保險的子類型中，由雇主購買的保險仍然最普遍，在整個年度的全部或部分時期之內，覆蓋的佔比是55.1％。
- 在2017年至2018年期間，Medicaid覆蓋的人口佔比下降0.7%，降至17.9％。Medicare覆蓋比率提高0.4%。在同期間，擁有雇主購買的醫療保險覆蓋、個人直接購買的保險覆蓋、享有軍人醫療保險（英语：TRICARE）、和美國退伍軍人或美國退伍軍人家屬醫療衛生福利（Health Care Benefits for Dependents，CHAMPVA）的人口佔比，沒有變化。
- 在2017年至2018年之間，19歲以下無保險的人口百分比增加0.6%，達到5.5％。
- 在2017年至2018年期間，在調查期間，無醫療保險的人口比例在3個州有所下降，而在另外的8個州則有所上升。” [2]

### 保險覆蓋不足
那些有保險覆蓋的人可能會是保險覆蓋不足。在2003年的估計，美國有1,600萬成年人的保險覆蓋不足，這情況在低收入人群中的佔比是不成比例的高-研究對象的人群中，保險覆蓋不足的人口中有73％的年收入是低於聯邦貧窮標線的200％。
蓋洛普在2019年所做的報告發現有25％的美國成年人，說他們在一年內，他們本人或家庭成員發生嚴重疾病，但由於費用的問題而延誤治療，這種比率比2003年的12％和2015年的19％都高。無論是什麼樣的身體狀況，報告說有延誤治療的比例是33％，比2003年的24％和2015年的31％都高。
縱然是在擁有醫療保險的人群中，也存有保險覆蓋不足的情況。約翰斯·霍普金斯大學教授維森特·納瓦羅於 2003年表示："不光是無醫療保險覆蓋的問題而已。更大的問題是保險覆蓋不足"，"在美國，最可靠的估計，缺乏醫療衛生的服務而死亡人數是由哈佛醫學院的兩位教授David Himmelstein和 Steffie Woolhandler所做的研究。他們的結論是由於缺乏必要的醫療照顧，美國每年有近100,000人因此死亡。" 另一項關注無醫療保險覆蓋影響的研究發現，擁有私人保險的人被診斷出罹患晚期癌症的可能性比無保險覆蓋，或者是擁有Medicaid覆蓋的人都要低另外一項對有關醫療保險費用分攤影響的研究更發現，保單中具有較高共付額的慢性病患者，不論發生輕度或者重度症狀的時候，都會減少尋求醫療照顧，但這類人不會在健康狀況的自我報告中提起這樣的情況。因此，作者提出應對成本分攤的影響作仔細的監控。
聯邦基金會在2007年所做的國際比較也發現覆蓋不足和人們負擔能力不足的問題。在接受調查的美國成年人中，有37％的人報告說，由於費用原因，他們在上一年放棄需要的醫療服務；或者跳過藥品治療，生病時不去看醫生，或者不採用其他被建議的護理。在患有慢性病的人群中，這種比例更高，達到42％。這份研究報告說，這些比率遠高於其他6個接受調查的國家：澳大利亞、加拿大、德國、荷蘭、紐西蘭、和英國。這份研究還發現，接受調查的美國成年人中有19％報告說有嚴重的支付醫療費用的問題，比率是第二高的國家的兩倍多。

## 川普總統領導下覆蓋趨勢
當年在歐巴馬總統領導下，醫療保險覆蓋率獲得的進展，到了川普總統領導時，開始逆轉。聯邦基金會在2018年5月估計，從2016年初到2018年初，無保險覆蓋人數增加400萬人。無保險人數比率從2016年的12.7％增加到15.5％。這是由於兩個因素所造成：1）沒把PPACA中的特定弱點給解決； 2）川普政府採取的行動把這些弱點給強化。結果是對於低收入成年人的影響更大，他們與高收入成年人相比，無保險比率更高。按照區域，在美國南部和西部的無保險比率高於北部和東部。此外，那些沒有參與Medicaid擴張計劃中的18個州，它們州民的無保險比率比那些參與擴張的州為高。
在2019冠狀病毒病疫情引發的經濟衰退期間，從2020年2月至2020年5月，約有540萬美國人因為失去工作，也失去醫療保險。英國《獨立報》報導說，美國醫療衛生倡議組織美國家庭報告："美國人無醫療保險覆蓋的數量激增，據估計已經有8,400萬人，或是無保險，或是覆蓋不足，比以往任何一年的增幅都高出39％，其中包括最近一次在2008年至2009年的經濟衰退，當時有近400萬美國非老年人失去醫療保險。" 

## 無醫療保險覆蓋人口
凱撒家庭基金會在2016年10月的報告中說，美國在65歲以下的人，無醫療保險的有2,720萬人，約佔這2.72億人口群組的10％。報告說：

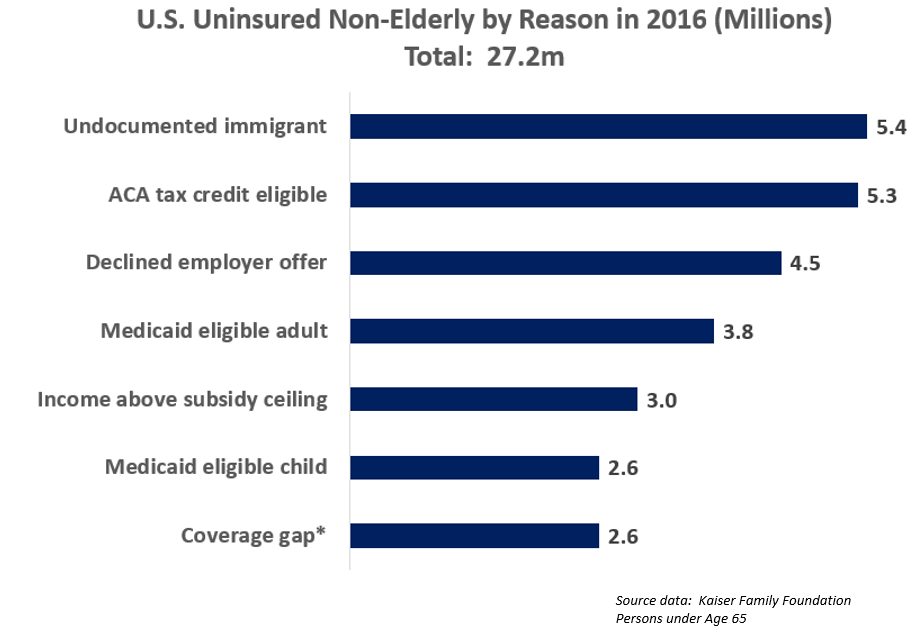
美國無醫療保險覆蓋人口（65歲以下的非老年人）按各種理由排列以及人數。這些人之中有43%有接受財務補助的資格。

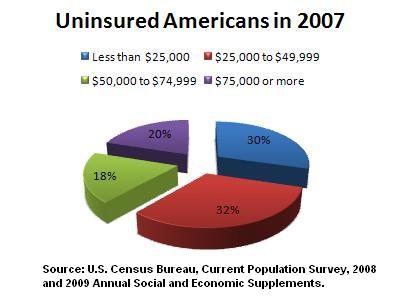
2007年，美國無醫療保險覆蓋人口，按所得分類

- 由於有19個州不參與PPACA之下的Medicaid擴張計劃，因此有260萬人陷於"覆蓋缺口"之中，就是說他們的收入高於Medicaid的資格限制，但又低於 PPACA醫療保險交易所的補貼門檻（〜44％至100％的聯邦貧窮標線（Federal Poverty Level，FPL）[30]；
- 有540萬人是無身份移民；
- 有450萬人有雇主的保險要約，但未被他們接受（因為會讓他們失去獲得PPACA保險覆蓋的資格）；
- 有300萬人收入高過獲得PPACA項下財務援助的資格；
- 有640萬人符合Medicaid或其他公共醫療衛生計劃的條件，但沒有繼續申請；以及
- 有530萬人有資格獲得PPACA的稅收抵免，但並未登記加入。
- 估計有46％的人認為費用問題是取得保險的障礙。
- 有將近1,200萬（43％）的人有資格獲得財政援助（Medicaid或PPACA補助），但並未登記加入。[29]截至 2017年，德克薩斯州的無保險覆蓋人數最多（17％），其次是俄克拉荷馬州、阿拉斯加州、以及喬治亞州。[31]

### 無保險覆蓋兒童和年輕人
2009年，普查局指出，有10％（750萬）未滿18歲的孩童沒有醫療保險。生活在貧困中的兒童比其他兒童的無保險覆蓋比率高出15.1％。家庭收入越低，他們沒有保險的可能性就越高。2009年，年收入在25,000美元或以下的家庭中有26.6％的人沒有醫療保險，而年收入在75,000或以上的家庭中只有9.1％的人沒有醫療保險。根據普查局的數據，2007年，美國有810萬無保險覆蓋的孩童。而大約有800萬年輕人（18-24歲）沒有保險，比率佔這個群組的28.1％。
年輕人是無保險覆蓋人群中佔比最大的年齡段，是最有可能沒有保險的人群，並且是無保險覆蓋人群中增長最快的。當他們年滿19歲時，通常會失去父母醫療保險的連帶覆蓋，或失去公共保險計劃的覆蓋。其他人則在大學畢業後失去保險覆蓋。許多年輕人沒有穩定的工作，讓他們無法穩定的獲得醫療保險。根據CBO ，現在的計劃，在26歲以下的未婚受撫養人，會涵蓋在父母的保險之下。這些變化還影響到大型雇主，包括自籌資金醫療保險計劃在內，因為他們必須負擔這樣的成本。

### 非美國公民
非公民與美國公民相比，沒有保險覆蓋的機會更高，他們無保險覆蓋的比率為43.8％。這歸因於這類人通常會從事不提供醫療保險福利的低薪工作，並且他們參與公共醫療保險計劃的資格也受到限制。沒有公民身份的移民在美國居住的時間越長，他們得到醫療保險的可能性就越小。在2006年，1970年之前就進入美國的移民大約有27％沒醫療保險，而1980年代進入美國的移民，無保險覆蓋的比率增加到45％，而在2000年至2006年之間進入美國的，無保險覆蓋的比率達到49％。
大多數沒保險覆蓋的非美國公民是新移民。這些人幾乎有一半是在2000年至2006年之間進入美國，而在1990年代進入美國的有36％沒醫療保險覆蓋。在1990年至1998年期間，在外國出生的非美國公民佔無保險覆蓋人數增長部分的40％以上，在1998年至2003年之間，這類人佔無保險覆蓋人數增長部分的90％以上。1998年後這類人口加速增長的原因之一可能是和1996年的《個人責任和工作機會調解法案》（PRWORA）施行的限制有關。十分之七的無保險非公民（68％）居住在加利福尼亞州、德克薩斯州、佛羅里達州、或紐約州。

## 景氣低迷影響
凱撒家庭基金會在2008年4月發表的一份報告中說，美國經濟下滑對各州在Medicaid和兒童醫療保險計劃（CHIP）都造成巨大壓力。作者估計，失業率每增加1％，Medicaid和CHIP的登記人數將增加100萬，無保險覆蓋的人數增加110萬。國家在這兩項計劃上的支出將增加14億美元（這些計劃的總支出會增加34億美元）。當州政府收入下降時，這種支出就會增加。在上一次經濟低迷期間，國會通過的《2003年就業與成長稅負減免調解法案》（JGTRRA）就包含對各州提供的聯邦援助，這有助於各州避免收緊其 Medicaid和CHIP的資格限制。作者的結論是，國會應該考慮為當前低迷的景氣採取類似的緩解措施。

## 歷史
在《PPACA》頒布之前，醫療核保是很普遍的事，但是在這項法律於2014年生效之後，醫療核保方式實際上已受禁止。
醫療核保使許多消費者難以在個人醫療保險市場上購買到保險。這種核保方式意味著保險公司會針對申請人的既有身體狀況作篩選，並拒絕承保患有嚴重疾病的患者，例如關節炎、癌症、和心臟病，但也包括常見的疾病，例如痤瘡、體重超過或低於標準體重20磅、以及舊有運動損傷。2008年，由於既有身體狀況，估計有500萬無醫療保險覆蓋的人，是因為被視為"無法承保"而遭到拒保。
支持醫療核保的人認為，這可確保把個人醫療保險的保費維持在盡可能低的水準。而對醫療核保批評者則認為，這會不公平的阻止患有相對較輕，且可治療的既有身體狀況的人，讓他們喪失獲得保險的機會。
一項大型保險行業調查發現，2004年經過醫療核保的個人醫療保險申請人之中，有13％被拒保。隨著年齡的增長，拒保比率會顯著上升，從18歲以下申請人的5％，上升到60歲到64歲申請人的三分之一。研究發現，在那些獲得保險的人中，有 76％的人是按照標準保費率支付，但有22％的人必須支付更高的保費。保費增加的頻率也隨著年齡的增長而增加，因此對於40歲以上的申請人，因為醫療核保的關係，大約有一半的人或是受到拒絕，或是必須增加保費。
相對的，在20多歲的申請人中，有將近90％的申請人獲得保險，其中四分之三的人是用標準費率支付保費。60歲到64歲的申請人中有70％獲得保險，但幾乎有一半的人（40％）必須支付更高的保費。這項研究未解釋有多少申請人因為保費過高更不去參保。聯邦基金會於2001年所做的一項研究發現，在過去三年中尋求個人醫療保險的19歲至64歲年齡段的人中，大多數人因為保費太高而買不起，只有不到三分之一的人最終有購買保險。這項研究並沒把因醫療核保而被要求加價，或者因此有資格獲得標準保費或者是優惠保費的人區分開來。一些州已宣布運用醫療核保作為個人購買醫療保險的先決條件為非法。有這種規定的州的個人醫療保費往往是最高的。

## 肇因

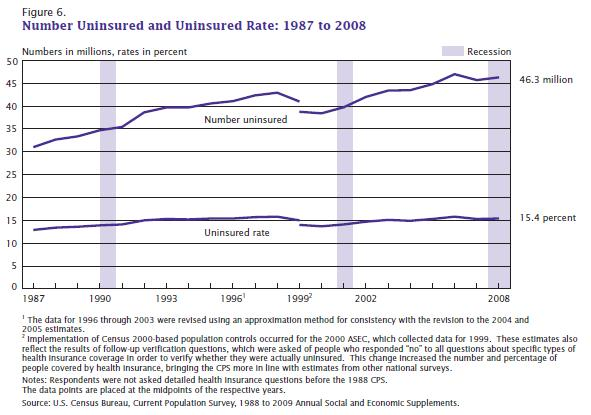
美國1987年到2008年的無醫療保險覆蓋人數和比率。

美國人報告說因為費用過高而不尋求治療的比率。

無醫療保險覆蓋的美國人，可能是因為他們的雇主不提供保險；或者因為失業，無力支付保險；或者他們縱然有能力購買，但認為費用過高而不願負擔。2009年期間，持續的低迷就業率對那些以前擁有過雇主提供的保險的人產生負面的影響，普查局說這種雇主提供的保險下降55％。有無醫療保險的美國人選擇加入共享醫療服務社羣，作為替代保險。
與高收入的個人相比，低收入工作者不太可能獲得雇主（或其配偶的雇主）提供的醫療保險，並且也無力負擔自行購買。從第二次世界大戰期間的薪資和價格控制開始，到1954年實行雇主為員工購買醫療保險有免徵所得稅的規定，大多數的在職美國人都是透過雇主而獲得醫療保險。
但是，最近的趨勢顯示，雇主贊助的醫療保險福利不斷下降。在2000年，擁有3至199名員工的小公司中有68％提供醫療保險福利。自那時開始，這一數字一直下降到2007年，當時有59％的公司提供醫療保險福利。對於擁有200名或更多員工的大型公司，在2000年，有99％的雇主提供醫療保險福利；在2007年，這個數字保持不變。平均而言，把所有公司，無論大小都列入考慮，在2000年有69％提供醫療保險，然後這一數字幾乎每年都在下降，而在2007年只有60％的雇主提供。
在2008年發表的一項研究報告，對於一般身體狀況正常的人群，如果他們已經加入較大型的團體醫療保險之中，則他們成為無醫療保險者的可能性會相對小；如果他們加入的團體醫療保險規模較小，則他們成為無醫療保險者的可能性會相對較大；如果他們擁有的是個人醫療保險，則最有可能會成為無醫療保險覆蓋者。但是，"對於健康狀況不佳或是一般的人，身處小型團體醫療保險的人，比較擁有個人醫療保險的人，更有機會成為無保險覆蓋者。"作者將這類結果歸因於個人購買醫療保險市場中的高成本和保證續保兩者因素結合的結果。如果個人保險是在一個人變得不健康之後才購買的，則個人保險的成本會更高，但是"已經支付了高額保費，為已經成為高風險的投保個人提供更好的保護（與團體保險相比）。"健康的個人和那些擁有費用不太昂貴的，受到補貼的，雇主購買保險的人相比，會更容易放棄個人保險。但如果擁有團體保險覆蓋的人患了重病，這些人"比個人購買醫療保險者更容易放棄任何，或者失去所有的保險"。
大約有四分之一的無醫療保險覆蓋者有資格獲得公共保險，但是他們並未登記加入。可能的原因包括不知道有這些計劃、或者是不知道如何登記加入、或者由於公眾報導而感受到的污名化，因此不願意加入，或者沒誘因留住已經加入的人、以及繁瑣的行政程序。另外就是某些州設有加入者數目的上限。
凱撒家庭基金會於2009年6月發表的一項研究報告顯示，65歲以下的低收入成年人，其中有45％缺乏醫療保險。幾乎有三分之一的非老年人是低收入者，他們的家庭收入低於聯邦貧窮標線的200％。低收入成年人與高收入成年人相比，通常年紀較輕，教育程度較低，並且與高所得成年人比較，家中不太可能有全職工作的人；這些都是導致無醫療保險覆蓋發生的因素。此外，隨著收入的降低，健康狀況也會下降；收入低於聯邦貧窮標線以下的成年人中，有19％的人描述自己的健康狀況屬於尚可，或者是較差。

## 後果

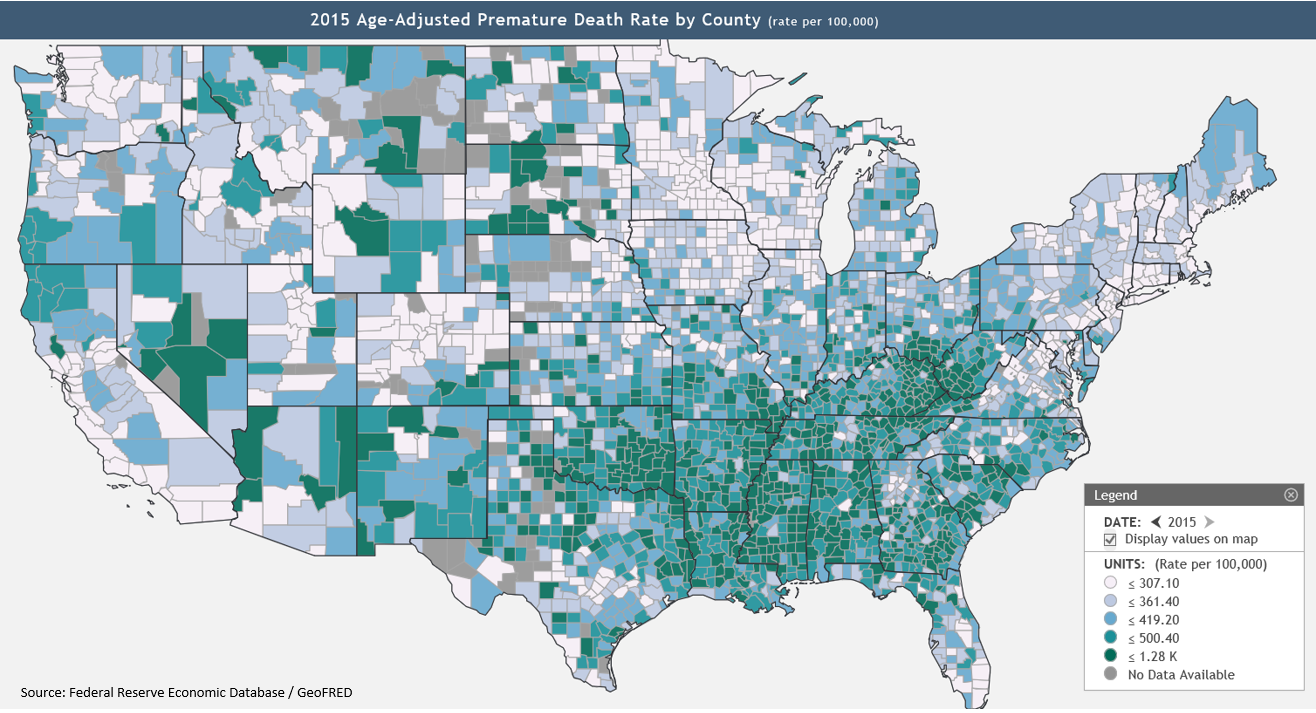
GeoFRED地圖，標示美國人口在2015年的過早死亡（在75歲之前的死亡，每個縣經過年齡調整）分佈狀況。

保險覆蓋透過鼓勵及早發現危險的身體狀況，以及預防，有助於挽救生命。根據在2014年的一項研究，從2010年到2013年之間，PPACA可能已經防止約50,000例可預防的患者死亡。紐約市立大學兩位公共衛生教授David Himmelstein和Steffie Woolhandler在2017年1月寫道，把PPACA的Medicaid 擴張往前回滾，每年就估計會有43,956人死亡。
美國聯邦儲備系統發布有關美國各縣過早死亡率的數據（定義為不滿75歲即過世的人）。據凱撒基金會說，把美國剩餘未加入Medicaid擴展的19個州納入Medicaid擴張，可增加覆蓋450萬人，死亡率可因此降低。在地圖上顯示（見上圖），德克薩斯州、俄克拉荷馬州、密西西比州、阿拉巴馬州、喬治亞州、田納西州、密蘇里州和南卡羅來納州，因為沒有參與Medicaid擴張，在那裡許多縣的過早死亡率很高，
2009年發表在《美國公共衛生雜誌》上的一項研究說，缺乏醫療保險每年導致約45,000多例可預防的死亡。其中一位作者將之描述為"現在是每12分鐘就有一例死亡"。此後，由於無醫療保險覆蓋的人數從2009年的約4,600萬，增加到2012年的4,860萬，由於缺乏保險而可預防的死亡人數，已增長到每年約48,000人。
在2008年發布的一項調查顯示，無醫療保險覆蓋會透過下列的方式影響到美國消費者的健康：
- 在患病或受傷的時時，更多的無保險者選擇不去看醫生（53％），而參保者的比例為46％。
- 當前只有28%無醫療保險覆蓋者正在接受治療，或者參加幫助他們應對慢性病的計劃；而參保者有37%正在接受類似的治療。
- 有21％的無保險覆蓋者（相對於16％的參保者）認為他們總體健康狀況比較同齡人的平均水準要差。

### 成本轉移
醫療衛生提供者通常必須自行吸收治療無保險覆蓋者的費用，作為慈善護理出帳，成本透過移轉成本，拉高醫療保險費用，轉嫁給被保險人，或者由納稅人繳納更高的稅款作支付。
而另一方面，無保險覆蓋的人因為使用較少的服務，等於在補貼有保險覆蓋的人，但是他們又經常被收取更高的費用。.一項研究發現，2009年，在美國急診室就診的無保險覆蓋的患者，他們接受住院治療的機會，比接受Medicare、Medicaid、或者私人保險覆蓋的患者可能性更低。由哥倫比亞廣播公司（CBS）製作並播出的60分鐘報導說："醫院向無保險覆蓋患者收取的費用，是保險公司為相同治療所支付的兩倍、三倍、四倍、或更多倍。" 平均而言，無保險覆蓋患者的人均醫療衛生支出，比有保險覆蓋者的高過50%。
醫院和其他醫療衛生提供者所提供無償護理的費用，是由聯邦以匹配經費的方式作補償。每個州都訂立有關向提供者補償經費的法律。例如，在密蘇里州，對提供者的評估總計為8億美元，為每評估的1美元匹配2美元，從而創造大約20億美元的資金池。根據聯邦法律，這些資金將轉移到密蘇里州醫院協會（Missouri Hospital Association），以為因提供無償護理而產生費用的醫院作補償，所謂無償護理包括高負擔比例付款（Disproportionate Share Payments，大量照護無保險患者的醫院）、Medicaid短黜、Medicaid管理式醫療護理對醫療保險公司的支付、以及其他的醫院費用。根據法規，在新罕布什爾州，要償還的無償護理費用應包括：慈善護理費用、Medicaid患者的護理費用但無法通過Medicaid報銷、以及由專員確定符合《美國法典》第42條規定的壞帳費用的任何部分。
2008年8月發表在《健康事務》上的一項研究發現，覆蓋美國所有無保險覆蓋的人群，將使全國醫療衛生支出增加 1,226億美元，相當於醫療保健支出增加5％，佔GDP的0.8％。研究的主要作者傑克·哈德利教授（Jack Hadley）說"從社會的角度來看，為無醫療保險的人提供保險仍然是一筆不錯的投資。如果短期內不採取行動，只會讓將來為這類人提供保險的代價更高，同時還會因無法為所有美國人提供醫療保險而擴大生產力的損失。" 這種涵蓋全民的做法對政府支出的影響可能更大，取決用於增加覆蓋計劃的詳細資料，以及新的公共覆蓋對於現有私人保險覆蓋排擠效果的程度。
有超過60％的個人破產是因為醫療費用所引起。而這些破產者大多數都擁有醫療保險。

### 對無醫療保險覆蓋者健康影響
從2000年到2004年，美國國家醫學院（IOM）所屬的無保險覆蓋後果委員會發布六份的系列報告，對於缺乏醫療保險所產生影響的證據做審查，並提出報告。
報告結論是委員會建議美國要訂立策略，以實現全民醫療衛生系統。但是截至2011年，一項全面的國家計劃尚未制定，以解決全民醫療衛生計劃支持者所說的"美國的無醫療保險覆蓋的危機"。緬因州、麻薩諸塞州、和佛蒙特州等少數州在實現全民醫療衛生的目標上取得進展，但包括加利福尼亞州在內的其他各州的改革企圖並未成功。
IOM製作的六份報告顯示，沒有醫療保險的主要後果如下：沒有醫療保險的兒童和成人無法得到所需的醫療衛生服務；他們通常健康狀況較差，並且比有保險的人更早死亡。如果只有一個人沒有保險，並且因為治療而需支付意外的醫療費用，則整個家庭的財務狀況可能會受到威脅。社區中如果無保險人群的比例較高，可能會對社區的整體健康狀況產生不利的影響。即使在最近聯邦政府擴大醫療保險覆蓋之後，有保險者與無保險者之間的保險缺口仍未減少。
在2004年發布的一份報告，名為《為美國人做醫療保險：原則和建議》。報告中的建議：總統和國會需要制定策略，用來實現全民健康保險，並訂立確定的時間表，以在2010年前把這一目標實現。委員會還建議聯邦和州政府提供足夠的資源給Medicaid和兒童醫療保險計劃，以覆蓋目前全部有資格的人們，直到全民醫療衛生實施為止。他們還警告說，聯邦和州政府應在諸如推展努力、符合資格、登記加入、還有和這些計劃的覆蓋等方面，防止它們受到侵蝕。
有些人認為缺乏醫療保險，會對那些無保險覆蓋者的健康產生不利的影響。另一方面，有些人認為那些無醫療保險的兒童和成人，仍可以在醫院急診室、社區保健中心、或者其他提供慈善服務的社會安全網機構中獲得所需的醫療衛生服務。一些觀察家指出，有確鑿的證據表明，美國醫療衛生支出中有很大部分是花在無效，且有時甚至有害的醫療護理之上。至少對於受保者人群來說，花費更多，和使用更多的醫療衛生服務，最終並未一定能產生更好的健康結果或增加預期壽命。
由於大多數嚴重的健康問題常發生在人們的晚年，因此在美國，兒童與成年人相比，通常是被認為算是身體健康者。在過去的幾十年中，哮喘、糖尿病、和肥胖症等疾病在兒童中變得更為普遍。越來越多的弱勢兒童需要特殊的，而且是持續的醫療衛生服務，如果沒有醫療保險，這些兒童將無法擁有治療的機會。在美國，有超過1,000萬名兒童符合聯邦政府的“有特殊醫療衛生需求的兒童”的定義，"他們已經罹患，或是有曝露於慢性的身體、發育、行為、或情感的症狀的風險，相對之下，這類兒童需要接受醫療和相關服務的類型或數量，都高於一般正常的兒童。"
IOM所屬的醫療保險狀況及其後果委員會（Committee on Health Insurance Status and Its Consequences）報告的結論是，醫療保險對兒童健康狀況的影響-擁有醫療保險的兒童能夠更及時地診斷出嚴重的健康狀況，結果是可減少住院時間，較少缺課次數。
這個委員會對醫療保險在成年人健康結果上的影響做分析的結果-無醫療保險覆蓋的成年人，到65歲時獲得Medicare的覆蓋，他們的健康和身體功能狀況有顯著的改善，特別是患有心血管疾病或糖尿病的成年人。患有心血管疾病或其他心臟病風險因素，但又沒有醫療保險的成年人不太可能知道自己的病情，這些人的健康狀況會因而惡化。如果沒有醫療保險，則成年人更有可能被診斷出患有某些癌症，但是如果他們能夠定期去看醫生，則可經過篩檢，早期發現。結果，無保險覆蓋的成年人更有可能是死於這種癌症病因，或者是陷入更差的健康結果。
美國的許多城鎮都有相當多65歲以下，缺乏醫療保險的人群。高額無保險率給社區和這些社區裡面有醫療保險覆蓋者帶來負面的影響。醫學研究所委員會對於地方有高額無保險覆蓋人口存有潛在的問題-包括缺乏獲得初級照護、專科醫生、和醫院急診服務，已向有關當局提出警告。

### 2017-2019年期間因失去保險覆蓋而導致超額死亡
2020年10月，幾位作者在健康事務期刊上把幾項研究結果做總結-較高的死亡率會發生，大約每278人到830人之間的無保險覆蓋者會有1人死亡："根據美國社區調查（American Community Survey）資料，由於失去保險覆蓋，美國非老年成年人在2017-2019年期間的超額死亡人數可能會在3,399和10,147人之間，而美國普查局的資料則估計為3,528-10,532人之間。但這些數據並未完全反映覆蓋損失對人口的影響，因為失去覆蓋而造成的兒童額外死亡並未包含在內。在2020年及以後，如果與2019冠狀病毒病疫情相關的經濟衰退與預期相符的話，會有數以百萬計的人失去醫療保險，會發生更多的超額死亡。" 

## 各州無醫療保險覆蓋比率
美國普查局定期進行當前人口調查（CPS），其中包括對美國醫療保險覆蓋的估計。這種數據每年在《年度社會和經濟補充報告》（Annual Social and Economic Supplement，ASEC）中發布。以下是1999年至2014年的數據。截至2012年，無保險覆蓋百分比最高的五個州依序為德克薩斯州、內華達州、新墨西哥州、佛羅里達州、和阿拉斯加州。同一年無保險覆蓋百分比最低的五個州/地區依序為麻薩諸塞州、佛蒙特州、夏威夷州、華盛頓哥倫比亞特區、和康乃狄克州。以下是每年的排名。
| Division           | 1999 | 2000 | 2001 | 2002 | 2003 | 2004 | 2005 | 2006 | 2007 | 2008 | 2009 | 2010 | 2011 | 2012 | 2013 | 2014 |
| ------------------ | ---- | ---- | ---- | ---- | ---- | ---- | ---- | ---- | ---- | ---- | ---- | ---- | ---- | ---- | ---- | ---- |
| 美國               | 13.6 | 13.1 | 13.5 | 13.9 | 14.6 | 14.3 | 14.6 | 15.2 | 14.7 | 14.9 | 16.1 | 16.3 | 15.7 | 15.4 | 14.5 | 11.7 |
| 阿拉巴馬州         | 12.0 | 12.5 | 12.4 | 12.2 | 12.5 | 12.0 | 14.0 | 15.1 | 11.7 | 11.5 | 16.4 | 15.5 | 13.0 | 14.8 | 13.6 | 12.1 |
| 阿拉斯加州         | 18.3 | 17.4 | 14.8 | 18.0 | 17.5 | 15.3 | 16.9 | 16.4 | 17.6 | 19.6 | 17.2 | 18.1 | 18.2 | 19.0 | 18.5 | 17.2 |
| 亞利桑那州         | 19.4 | 16.4 | 16.7 | 16.4 | 16.4 | 16.2 | 19.1 | 20.8 | 17.8 | 19.1 | 18.9 | 19.1 | 17.3 | 18.0 | 17.1 | 13.6 |
| 阿肯色州           | 13.9 | 14.1 | 16.4 | 16.5 | 17.2 | 15.9 | 17.2 | 18.6 | 15.7 | 17.6 | 19.0 | 18.5 | 17.5 | 18.4 | 16.0 | 11.8 |
| 加利福尼亞州       | 19.0 | 17.5 | 18.0 | 16.5 | 17.3 | 17.5 | 18.0 | 17.8 | 17.5 | 18.1 | 19.3 | 19.4 | 19.7 | 17.9 | 17.2 | 12.4 |
| 科羅拉多州         | 14.1 | 12.9 | 14.6 | 14.5 | 15.3 | 15.2 | 16.2 | 16.5 | 16.0 | 15.4 | 14.5 | 12.9 | 15.7 | 13.7 | 14.1 | 10.3 |
| 康乃狄克州         | 7.3  | 8.9  | 8.2  | 8.6  | 9.4  | 10.3 | 10.1 | 8.7  | 8.6  | 9.4  | 11.1 | 11.2 | 8.6  | 8.1  | 9.4  | 6.9  |
| 德拉瓦州           | 9.7  | 8.5  | 8.5  | 9.2  | 9.6  | 13.1 | 11.6 | 11.9 | 10.6 | 10.7 | 13.0 | 11.3 | 10.0 | 10.8 | 9.1  | 7.8  |
| 華盛頓哥倫比亞特區 | 14.0 | 12.8 | 12.3 | 13.0 | 12.7 | 12.0 | 12.4 | 10.9 | 9.3  | 9.4  | 12.4 | 12.8 | 8.4  | 7.9  | 6.7  | 5.3  |
| 佛羅里達州         | 17.4 | 16.2 | 16.9 | 15.6 | 17.0 | 18.3 | 19.5 | 20.3 | 19.8 | 19.4 | 21.7 | 20.7 | 19.8 | 21.5 | 20.0 | 16.6 |
| 喬治亞州           | 14.2 | 13.9 | 14.7 | 14.6 | 15.2 | 15.7 | 17.9 | 17.3 | 17.2 | 17.1 | 20.5 | 19.5 | 19.2 | 19.2 | 18.8 | 15.8 |
| 夏威夷州           | 9.2  | 7.9  | 8.2  | 8.8  | 8.6  | 8.5  | 8.1  | 7.9  | 6.9  | 7.3  | 7.4  | 7.7  | 7.8  | 7.7  | 6.7  | 5.3  |
| 愛達荷州           | 18.2 | 15.4 | 15.7 | 16.9 | 17.7 | 14.5 | 14.4 | 15.1 | 13.6 | 15.4 | 15.1 | 19.1 | 16.9 | 15.9 | 16.2 | 13.6 |
| 伊利諾伊州         | 11.9 | 12.0 | 11.8 | 12.4 | 13.8 | 12.5 | 13.2 | 13.5 | 13.0 | 12.2 | 14.2 | 14.8 | 14.7 | 13.6 | 12.7 | 9.7  |
| 印第安納州         | 8.9  | 10.1 | 10.1 | 11.5 | 12.2 | 12.4 | 13.1 | 11.3 | 11.0 | 11.3 | 13.7 | 13.4 | 12.0 | 13.4 | 14.0 | 11.9 |
| 愛荷華州           | 7.8  | 8.1  | 6.8  | 9.0  | 10.4 | 8.8  | 8.1  | 9.9  | 8.8  | 9.0  | 10.8 | 12.2 | 10.0 | 10.1 | 8.1  | 6.2  |
| 堪薩斯州           | 11.2 | 9.6  | 9.8  | 9.4  | 10.1 | 10.6 | 10.0 | 12.1 | 12.4 | 11.8 | 12.8 | 12.6 | 13.5 | 12.6 | 12.3 | 10.2 |
| 肯塔基州           | 12.9 | 12.7 | 11.6 | 12.7 | 13.7 | 13.9 | 11.7 | 15.2 | 13.4 | 15.7 | 15.9 | 14.8 | 14.4 | 15.7 | 14.3 | 8.5  |
| 路易斯安那州       | 20.9 | 16.8 | 17.8 | 17.2 | 19.0 | 17.0 | 16.9 | 21.1 | 18.0 | 19.5 | 14.5 | 19.8 | 20.8 | 18.3 | 16.6 | 8.5  |
| 緬因州             | 9.2  | 10.4 | 10.2 | 10.4 | 9.6  | 9.3  | 9.8  | 8.9  | 8.5  | 10.2 | 10.0 | 9.3  | 10.0 | 9.5  | 11.2 | 10.1 |
| 馬里蘭州           | 10.0 | 9.0  | 11.0 | 11.7 | 12.2 | 11.9 | 13.1 | 13.2 | 12.7 | 11.4 | 13.3 | 12.8 | 13.8 | 12.4 | 10.2 | 7.9  |
| 麻薩諸塞州         | 7.8  | 7.1  | 6.9  | 9.5  | 10.1 | 9.8  | 8.6  | 9.6  | 4.9  | 5.0  | 4.3  | 5.5  | 3.4  | 4.1  | 3.7  | 3.3  |
| 密西根州           | 9.0  | 7.8  | 9.0  | 9.8  | 9.3  | 10.2 | 9.5  | 10.1 | 10.8 | 11.5 | 13.0 | 13.0 | 12.5 | 10.9 | 11.0 | 8.5  |
| 明尼蘇達州         | 6.6  | 8.0  | 6.9  | 7.9  | 8.7  | 8.3  | 7.6  | 8.9  | 8.0  | 8.2  | 8.0  | 9.7  | 9.2  | 8.3  | 8.2  | 5.9  |
| 密西西比州         | 15.7 | 13.2 | 17.0 | 16.2 | 17.5 | 16.9 | 16.5 | 20.3 | 18.4 | 17.7 | 17.3 | 21.0 | 16.2 | 15.3 | 17.1 | 14.5 |
| 密蘇里州           | 6.6  | 8.6  | 9.7  | 10.8 | 9.9  | 11.0 | 11.4 | 13.1 | 12.2 | 12.4 | 14.6 | 13.9 | 14.9 | 13.3 | 13.0 | 11.7 |
| 蒙大拿州           | 17.3 | 16.1 | 13.8 | 14.3 | 18.9 | 17.5 | 15.5 | 16.9 | 15.0 | 15.7 | 15.1 | 18.2 | 18.3 | 18.1 | 16.5 | 14.2 |
| 內布拉斯加州       | 9.0  | 7.9  | 7.9  | 9.3  | 10.1 | 10.3 | 9.8  | 12.0 | 13.0 | 11.1 | 11.1 | 13.2 | 12.3 | 13.3 | 11.3 | 9.7  |
| 內華達州           | 18.3 | 15.7 | 14.5 | 18.4 | 17.6 | 18.2 | 16.5 | 18.6 | 16.9 | 18.1 | 20.6 | 21.4 | 22.6 | 23.5 | 20.7 | 15.2 |
| 新罕布什爾州       | 7.7  | 7.9  | 9.7  | 8.8  | 9.3  | 8.7  | 9.1  | 10.8 | 9.9  | 10.1 | 9.8  | 10.1 | 12.5 | 12.0 | 10.7 | 9.2  |
| 新澤西州           | 11.1 | 10.2 | 11.6 | 12.0 | 12.8 | 12.6 | 13.7 | 14.8 | 14.6 | 13.2 | 14.5 | 15.6 | 15.4 | 14.0 | 13.2 | 10.9 |
| 新墨西哥州         | 24.0 | 23.0 | 19.6 | 20.0 | 21.3 | 19.3 | 20.2 | 22.7 | 21.8 | 22.8 | 20.9 | 21.4 | 19.6 | 21.9 | 18.6 | 14.5 |
| 紐約州             | 14.4 | 14.5 | 13.9 | 14.0 | 14.3 | 11.8 | 12.1 | 13.4 | 12.3 | 13.4 | 14.1 | 15.1 | 12.2 | 11.3 | 10.7 | 8.7  |
| 北卡羅來納州       | 12.5 | 12.1 | 13.3 | 15.9 | 16.7 | 14.2 | 14.5 | 17.4 | 16.2 | 15.1 | 17.8 | 17.1 | 16.3 | 17.2 | 15.6 | 13.1 |
| 北達科他州         | 10.2 | 9.8  | 8.0  | 9.7  | 10.3 | 10.0 | 10.8 | 11.8 | 9.5  | 11.6 | 10.3 | 13.4 | 9.1  | 11.5 | 10.4 | 7.9  |
| 俄亥俄州           | 9.9  | 9.8  | 9.9  | 10.4 | 11.1 | 10.3 | 11.0 | 9.6  | 11.1 | 11.2 | 13.8 | 13.6 | 13.7 | 12.3 | 11.0 | 8.4  |
| 奧克拉荷馬州       | 15.4 | 17.4 | 17.2 | 16.7 | 19.1 | 18.7 | 17.7 | 18.8 | 17.6 | 13.8 | 17.9 | 17.3 | 16.9 | 17.2 | 17.7 | 15.4 |
| 俄勒岡州           | 14.2 | 11.6 | 12.7 | 14.3 | 16.0 | 15.4 | 15.3 | 17.5 | 16.2 | 15.9 | 17.3 | 16.0 | 13.8 | 15.4 | 14.7 | 9.7  |
| 賓夕法尼亞州       | 7.8  | 7.6  | 8.4  | 10.2 | 10.0 | 10.1 | 9.3  | 9.4  | 9.1  | 9.6  | 10.9 | 10.9 | 10.8 | 12.0 | 9.7  | 8.5  |
| 羅德島州           | 5.9  | 6.9  | 7.7  | 8.1  | 10.4 | 10.0 | 10.7 | 8.1  | 10.5 | 11.0 | 12.0 | 11.5 | 12.0 | 12.3 | 11.6 | 7.4  |
| 南卡羅來納州       | 14.8 | 10.7 | 11.1 | 11.1 | 13.1 | 14.9 | 16.3 | 15.3 | 15.9 | 15.5 | 16.8 | 20.5 | 19.0 | 14.3 | 15.8 | 13.6 |
| 南達科他州         | 10.1 | 10.8 | 8.3  | 10.8 | 10.6 | 11.0 | 11.5 | 11.5 | 9.9  | 12.2 | 13.1 | 13.1 | 13.0 | 14.4 | 11.3 | 9.8  |
| 田納西州           | 9.3  | 10.7 | 10.1 | 9.8  | 12.2 | 12.4 | 13.4 | 13.2 | 14.0 | 14.5 | 15.0 | 14.6 | 13.3 | 13.9 | 13.9 | 12.0 |
| 德克薩斯州         | 21.1 | 22.0 | 22.4 | 24.5 | 23.6 | 23.6 | 22.9 | 23.9 | 24.7 | 24.5 | 25.5 | 24.6 | 23.8 | 24.6 | 22.1 | 19.1 |
| 猶他州             | 11.9 | 10.8 | 13.8 | 12.1 | 11.5 | 12.8 | 15.5 | 16.7 | 12.2 | 12.0 | 14.1 | 13.8 | 14.6 | 14.4 | 14.0 | 12.5 |
| 佛蒙特州           | 10.1 | 7.4  | 8.8  | 8.9  | 8.4  | 9.8  | 11.2 | 9.8  | 10.1 | 9.3  | 9.4  | 9.3  | 8.6  | 7.0  | 7.2  | 5.0  |
| 維吉尼亞州         | 11.3 | 9.6  | 9.8  | 11.8 | 11.5 | 13.0 | 12.3 | 12.5 | 14.2 | 11.8 | 12.6 | 14.0 | 13.4 | 12.5 | 12.3 | 10.9 |
| 華盛頓州           | 12.2 | 13.1 | 13.3 | 12.3 | 14.8 | 12.5 | 12.5 | 11.5 | 11.0 | 12.0 | 12.6 | 13.9 | 14.5 | 13.6 | 14.0 | 9.2  |
| 西維吉尼亞州       | 14.9 | 13.4 | 12.9 | 13.8 | 16.8 | 15.7 | 16.5 | 13.3 | 13.7 | 14.5 | 13.7 | 13.4 | 14.9 | 14.6 | 14.0 | 8.6  |
| 威斯康辛州         | 9.7  | 7.1  | 7.3  | 8.6  | 9.8  | 10.3 | 8.8  | 8.0  | 8.0  | 9.2  | 8.9  | 9.4  | 10.4 | 9.7  | 9.1  | 7.3  |
| 懷俄明州           | 14.5 | 14.7 | 14.1 | 14.8 | 14.8 | 12.3 | 14.4 | 14.2 | 13.2 | 13.3 | 15.4 | 17.2 | 17.8 | 15.4 | 13.4 | 12.0 |

## 協助無保險覆蓋者計劃
在美國，無醫療保險覆蓋的人可從一些“協助患者計劃”中取得福利，例如處方藥協助合作夥伴關係（Partnership for Prescription Assistance）。無醫療保險的患者還可使用醫療帳單協商服務，用來審核醫療帳單中是否有超額收費，以及錯誤。
2020年4月3日，川普總統宣布聯邦政府將使用《冠狀病毒援助，疏困，經濟安全法案》（CARES Act）的經費支付給醫院，為感染到2019冠状病毒病的無醫療保險覆蓋者提供治療費用。

## 附註
1. ↑  The Census Bureau's algorithm was revised in 2000 and again in 2005. The data for 2004 was revised after its initial publishing. See the Health Insurance Historical Tables for more information.

## 外部連結
- America's Uninsured Crisis: Consequences for Health and Health Care （页面存档备份，存于） Institute of Medicine, National Academy of Sciences, 2009.
- FamiliesUSA （页面存档备份，存于） contains links to numerous studies and literature about health care-related issues such as the uninsured.
- SHADAC's State Health Compare （页面存档备份，存于） is a web-based tool that allows users to create customized tables and graphs showing health insurance coverage estimates using U.S. Census surveys between 2008-2017.

2014年，美國各州65歲以下無醫療保險覆蓋者的比率。
3.8% - 6%
6% - 8%
8% - 9.9%
9.9% - 11.2%
11.2% - 13.7%
13.7% - 15.7%
15.7% - 19%
19% - 21.4%

- Paul Fronstin, "Sources of Health Insurance and Characteristics of the Uninsured: Analysis of the March 2012 Current Population Survey." （页面存档备份，存于） EBRI Issue Brief #376, September 2012, Employee Benefit Research Institute.